# 巴里·埃文斯
巴里·约瑟夫·埃文斯（Barry Joseph Evans，1943年6月18日—1997年2月9日） 是一位英國演員，最知名於在英國情景喜劇，如《房中醫生》（Doctor in the House）和《請講普通話》（Mind Your Language）的出演。

## 生平

### 早年生活
埃文斯出生於薩里郡吉爾福德，嬰兒時遭遺棄，在沙夫茨伯里·霍姆運營的孤兒院寄宿學校中接受教育，先是在特威克納姆的福蒂斯丘學校，之後來到了薩里郡{{tsl|en|Bisley, Surrey|比兹利打靶场]]的比兹利男子學校。他的表演能力在早年就被發現，因此經常在學校演出中擔任主演。埃文斯先学习于伦敦的意大利肯迪演艺学院（{{tsl|en|Italia Conti Academy|Italia Conti Academy]]），然後獲得约翰·吉尔古德奖学金（John Gielgud）得以前往英国中央演讲与戏剧学院（Central School of Speech and Drama）深造。

### 生涯
他最初的荧幕成是参加了1964年的肥皂劇十字路口。之後在電影Here We Go Round the Mulberry Bush (1967)中擔任主演，這個角色描寫了一個發現難以失貞的性飢渴的男孩。
他第一次在電視擔任主演是在情景喜劇《房中醫生》 (1969–70)，基於
已經拍成{{tsl|en|Doctor in the House|電影]]的理查德·戈登的系列小說。埃文斯扮演了熱心卻容易上當的Michael Upton。這個節目成功後，1971年，他又演出了節目續集《Doctor at Large》。埃文斯喜歡與其他演員一起工作，之後形容這是他生命中最好的幾年。
1975年，埃文斯在Stanley Long的性喜劇《司機奇艷錄》中擔任主演。儘管這部電影成功了，但他拒絕演出續集。
埃文斯在ITV喜劇《請講普通話》 (1977–79)中扮演了杰里米·布朗。杰里米·布朗有著幽默的外表，在一間夜校里教英國外來移民英語。這部劇中大部分角色都是刻板印象的外國人；節目同時在英國和國際上受到歡迎，尤其是在有角色的國家裡。這部劇由電視編劇文斯·鲍威尔編寫，在1986年改編為了美國電視節目What a Country!。
埃文斯最後在英國電視上的出現之一，是與迪克·埃莫瑞一起在1982年的Emery Presents系列《殺手的遺產》（Legacy of Murder）的表演。

### 晚年生涯及逝世
埃文斯以自己年輕的角色形象知名，而在1980年代晚期，他發現自己年輕的外表不利于他寻求到与自己年龄相仿的成熟角色。他最後的角色是在《The Mystery of Edwin Drood》的改編電影中扮演Bazzard 。之後，他在萊斯特郡當了出租車司機。1997年，他被發現在一間平房裡死亡。當時警察想告訴他他丟失的車找到了，之後便發現了他的屍體。

## 電視演出
| 年             | 劇名                     | 角色             |
| -------------- | ------------------------ | ---------------- |
| 1969–1971      | 房中醫生 Doctor at Large | Dr Michael Upton |
| 1977-1979 1986 | 請講普通話               | Mr Jeremy Brown  |
| 1982           | 《殺手的遺產》           | Robin Bright     |

## 電影演出
- Here We Go Round the Mulberry Bush（英语：Here We Go Round the Mulberry Bush (film)） (1967)
- 阿尔弗雷德大帝（英语：Alfred the Great (film)） (1969)
- Die Screaming, Marianne（英语：Die Screaming, Marianne） (1972)
- Adventures of a Taxi Driver（英语：Adventures of a Taxi Driver） (1976)
- Under the Doctor（英语：Under the Doctor） (1976)
- The Mystery of Edwin Drood（英语：The Mystery of Edwin Drood (1993 film)） (1993)[4]

## 外部連結
- 巴里·埃文斯在互联网电影资料库（IMDb）上的資料（英文）